# استان حولی
استان حولی (به عربی: محافظة حولی) یک استان در کویت است که در شرق این کشور واقع شده‌است.

## خصوصیات
استان حولی ۸۲ کیلومترمربع مساحت و ۸۹۰٬۵۳۳ نفر جمعیت دارد.